# Cine Brasil (TV Cultura)
Cine Brasil foi um programa de TV que era transmitido pela TV Cultura, todos os  sábados às 23:40 h.

## Sobre
O programa estreou em 2009, e tinha o objetivo de exibir filmes de diretores e atores consagrados pela crítica e público. Mazzaropi, Oscarito e Dercy Gonçalves são alguns dos atores que atuam em filmes do acervo da emissora, como “O Pagador de Promessas” e “Deus e o Diabo na Terra do Sol”.